# Pietro Fedele
Pietro Fedele (Traetto, 15 aprile 1873 – Roma, 9 gennaio 1943) è stato uno storico e politico italiano.

## Biografia

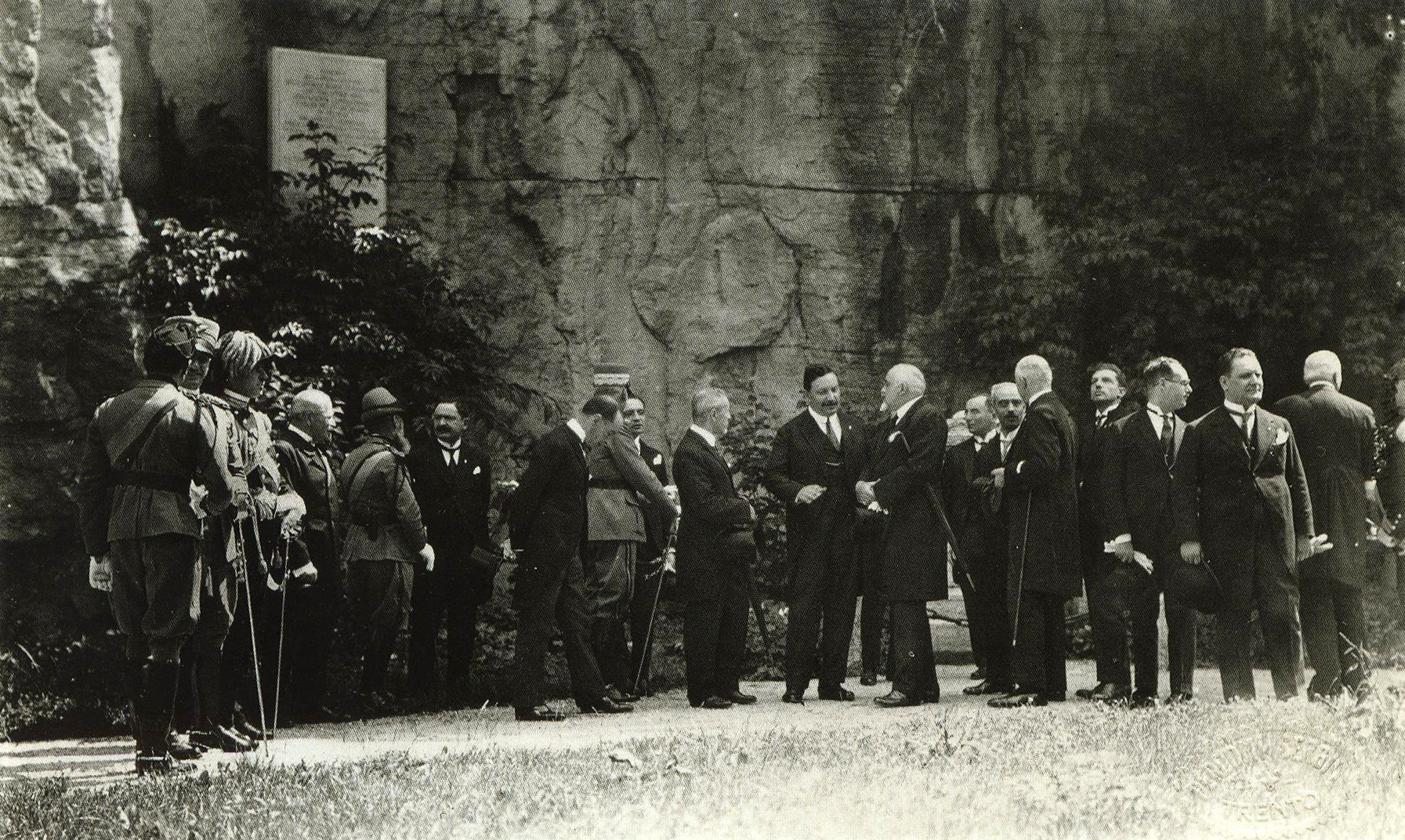
L'onorevole Fedele nella Fossa dei martiri del Castello del Buonconsiglio a Trento nel 1924, in una foto di Sergio Perdomi

Pietro Fedele nacque a Traetto, l'odierna Minturno, il 15 aprile 1873, da Ferdinando, operaio, e Angela Conte, agricoltrice. Il fratello maggiore, Salvatore, era un ecclesiastico e lo inviò a studiare presso il seminario di Gaeta; Pietro, tuttavia, lo lascerà per terminare gli studi all'Apollinare di Roma.
Nel 1890 passò all'Università di Roma, dove seguì i corsi di archeologia cristiana, filologia romanza, paleografia e diplomatica ed infine storia antica e medievale. Si laureò infine nel 1894 in Lettere.
Iniziò la sua carriera da docente nelle scuole medie di Roma, Arpino, Sezze e Velletri, per poi passare ai licei di Potenza, Benevento e Napoli. La svolta si ebbe nel 1905, quando ottenne la cattedra di storia moderna all'accademia scientifico-letteraria di Milano. Fu professore ordinario di storia moderna all'Università di Torino dal 1910, poi all'Università di Roma dal 1914, e dal 1933, ordinario di storia medievale.
Fu un illustre storico del Medioevo, tanto da essere stato, dal 1934 alla morte, presidente dell'Istituto storico italiano per il Medio Evo, del quale propose il cambio di sede all'Oratorio dei Filippini; fu inoltre accademico dei Lincei dal 1926.
Negli anni '30 diresse la redazione del Grande Dizionario Enciclopedico UTET, una delle maggiori enciclopedie in lingua italiana.
Si sposò con Tecla De Fabritiis, originaria di Itri, ed ebbe con lei una figlia, Giovanna.
Morì a Roma dopo una lunga malattia il 9 gennaio del 1943.

## Carriera politica

### Deputato
Troppo anziano per partecipare alla prima guerra mondiale, manifestò sentimenti ed idee chiaramente interventiste.
Nell'aprile 1924 venne eletto deputato nel collegio di Sora con la Lista Nazionale, e nel settembre dello stesso anno si iscrisse al Partito Nazionale Fascista, divenendo anche deputato nazionale dopo l'omicidio di Armando Casalini. Nello stesso periodo fu anche membro del Gran consiglio del fascismo.

### Ministro della pubblica istruzione
Il 5 gennaio 1925 Alessandro Casati, Ministro della pubblica istruzione, si dimise per protesta contro il discorso di Benito Mussolini sull'omicidio Matteotti. Il Duce scelse come successore proprio Fedele, e lo nominò quello stesso giorno: la scelta, avversata da Giovanni Gentile (che avrebbe preferito Balbino Giuliano), fu dovuta all'ottimo rapporto di Fedele con la Chiesa cattolica ed alla sua amicizia personale con Papa Pio XI.
Durante il suo dicastero si impegnò per la completa fascistizzazione delle scuole, impedendo la nomina di insegnanti non iscritti al Partito Fascista e cominciando la stesura di un unico libro di testo per l'intera nazione. Ordinò la ripresa degli scavi archeologici di Ercolano e Pompei, il recupero delle navi nel lago di Nemi e l'apertura della Direzione generale biblioteche. Inoltre, organizzò ad Assisi nel 1926 un incontro col cardinal Rafael Merry del Val per distendere i rapporti tra Italia e Chiesa in vista dei Patti Lateranensi: fu il primo incontro ufficiale tra un ministro italiano e un legato pontificio.
Tuttavia, fu spesso ampiamente criticato da membri del partito per essere "troppo morbido" e per non avere la giusta rigidezza. Tra i principali oppositori vi furono Augusto Turati, Ernesto Codignola, Vittorio Cian, Bernardo Barbiellini Amidei e, soprattutto, Giovanni Gentile, che disse di lui in un articolo (mai pubblicato) per Il Popolo d'Italia: 
(Giovanni Gentile)
Anche a causa di queste critiche, il 9 luglio 1928 lasciò l'incarico, venendo sostituito da Giuseppe Belluzzo. Nello stesso periodo fu anche membro del Gran consiglio del fascismo.

### Senatore
Il 22 dicembre dello stesso anno Mussolini lo nominò senatore; la nomina venne convalidata il 6 maggio e Fedele giurò il 15. Ricoprì, a partire dal 1930, la carica di commissario del re presso la Consulta araldica, e fu inoltre presidente dell'Istituto poligrafico dello Stato e vice-presidente del Consiglio superiore degli Archivi del Regno. Tra le altre attività, si occupò della sua terra d'origine facendo restaurare la torre di Capodiferro e aprendo o restaurando vari edifici pubblici (come una chiesa, un ospedale e delle scuole) a Minturno.

## Opere
Il catalogo delle opere si trova in:  Cesare Crova, Regesto bibliografico di Pietro Fedele, in Cesare Crova (a cura di), La figura di Pietro Fedele intellettuale, storico, politico. Atti del Convegno Nazionale di Studi Storici (Minturno, 29 settembre 2012), Roma, Istituto storico italiano per il medioevo, 2016,  pp. 147-165.
- Ricerche per la storia di Roma e del Papato nel secolo X, in Archivio della Società romana di storia patria, Roma, 1910-1911.
- Perché siamo entrati in guerra, Roma, 1915.
- La coscienza della nazionalità in Italia nel Medio Evo, in Nuova Antologia, Roma, 1915,  pp. 449-462.
- Collaborazione al Grande dizionario enciclopedico UTET, su Accademia dei Georgofili. URL consultato il 25 ottobre 2023 (archiviato il 25 ottobre 2023).